# ときめき坂

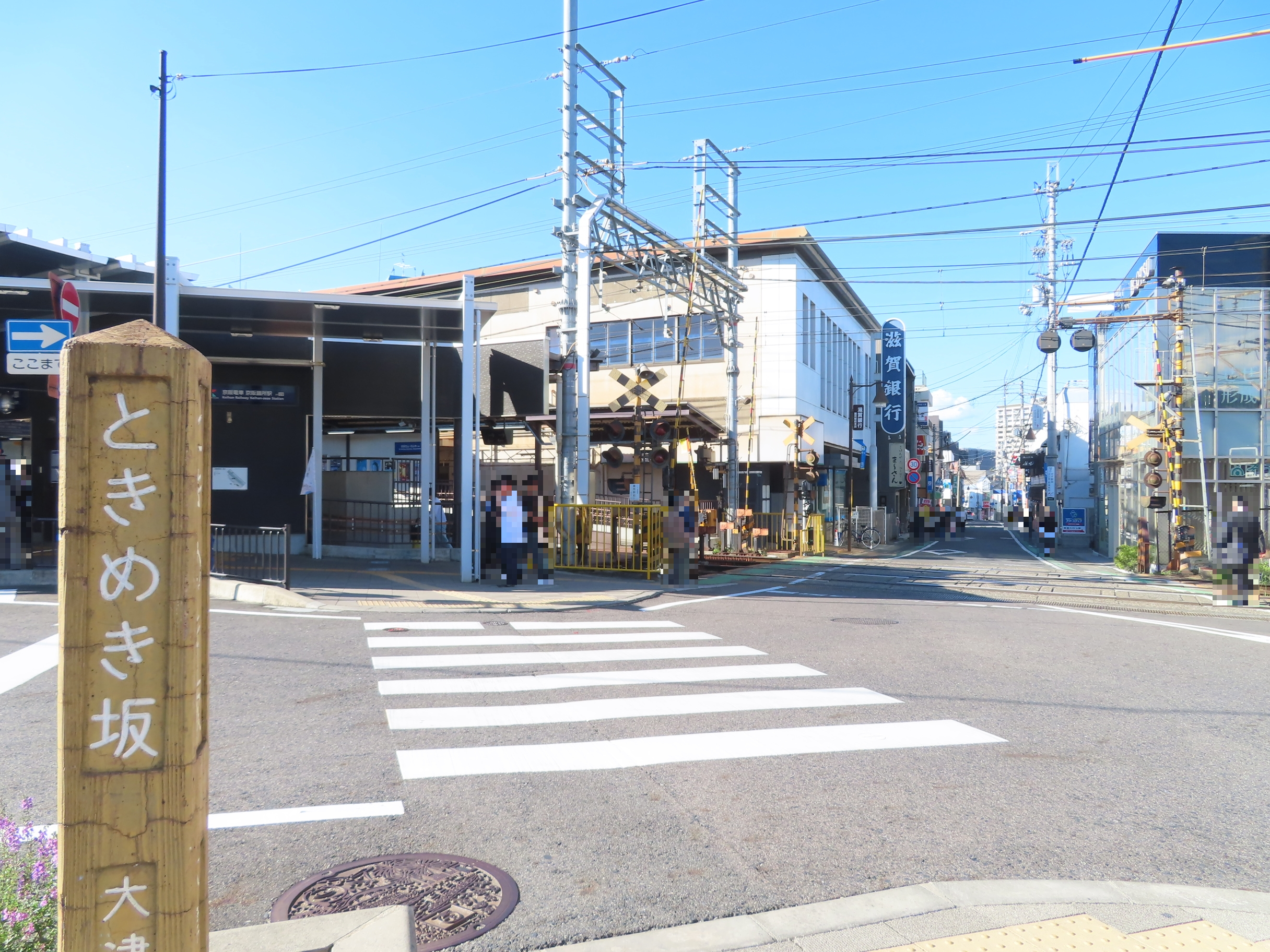
起点の京阪膳所駅前（2024年10月）

ときめき坂（ときめきざか）は、滋賀県大津市馬場にある坂道。JRと京阪電気鉄道が乗り入れる膳所駅から琵琶湖方面に向かい、西武大津店跡に至る。周辺に飲食店や花屋、平野小学校の校舎などが並ぶ。通称「大津の竹下通り」。

## 概要
路線名は市道幹1044号線。平成元年に県が実施した「道路愛称ネーミング運動」に伴う公募の結果、ときめき坂という愛称が採用された。
2010年からは毎年ハロウィーンの仮装イベントが開催されている。
宮島未奈の小説『ありがとう西武大津店』の舞台となった。

### 路線データ
- 起点：膳所駅前[4]
- 終点：西武大津店前（大津市におの浜二丁目）[4]
- 全長：約500 m[4]

## 地理

### 通過する自治体
- 滋賀県
  - 大津市[1]

### 沿線
- 大津市立平野小学校[5]